# Nadia Van Dyne
Nadia Van Dyne, aussi connu sous le pseudonyme de la Guêpe (The Wasp en V.O.) est une super-héroïne évoluant dans l'univers Marvel. Elle est la troisième personne à porter ce nom après Janet Van Dyne, et Hank Pym. Elle est la fille du second et de sa première épouse Maria Pym.
Créée par le scénariste Mark Waid et le dessinateur Alan Devis, elle apparait pour la première fois dans le Free Comic Book Day 2016 (Civil War II), avec une histoire courte de 10 pages intitulée Buzzed publiée en mai 2016. Le personnage, après être apparue dans la série All-New, All-Different Avengers,, a le droit à sa première série solo en 2017.
Nadia est également un symbole à deux égards. Elle est d'une part devenue la première super-héroïne à avoir ouvertement avoué un trouble bipolaire,. Elle fait partie d’autre part des héros qui sont asexuels,.

## Historique de la publication
Nadia ne compte que deux séries dont elle est le personnage principale.

### Création du personnage
Nadia signifie "espérance" en russe, cela fait référence à Hope Van Dyne, l'enfant d'Hank Pym et de Janet Van Dyne dans des univers alternatifs. Mark Waid indique que lui et Tom Brevoort ont été inspirés de la version de Hope du MCU pour créer Nadia. Elle est un personnage héritier de Janet la première Guêpe, à l'image de Riri Williams avec Iron Man.
Une autre inspiration des créateurs de Nadia est Kimmy Schmidt (Unbreakable Kimmy Schidt), un personnage qui a toutes les raisons pour être sombre triste et en colère, mais qui voient ces raisons comme étant des raisons pour être heureuse et optimiste.

### The Unstoppable Wasp(1resérie)
La première série centrée sur Nadia, elle compte 8 épisodes qui ont été publiés tous les mois entre janvier et août 2017. La série est écrite par Jeremy Whitley.

#### Artistes de la série
Les informations sur les artistes proviennent du site GCD.

##### Scénariste de la série
- Jeremy Whitley, nos 1-8

##### Dessinateurs de la série
- Elsa Charretier, nos 1-6
- Veronica Fish, no 7
- Ro Stein, no 8

##### Encreurs de la série
- Elsa Charretier, nos 1-6
- Veronica Fish, no 7
- Ted Brandt, no 8

##### Coloristes de la série
- Megan Wilson, nos 1-8

##### Lettreurs de la série
- Joe Caramagna, nos 1-8

### The Unstoppable Wasp(2desérie)
La seconde série est toujours centrée sur Nadia. Elle compte 10 épisodes publiés entre octobre 2018 et juillet 2019 de manière mensuelle. Jeremy Whitley continue l'écriture sur cette série.

#### Artistes de la série
Les informations sur les artistes proviennent du site GCD.

##### Scénariste de la série
- Jeremy Whitley, nos 1-10

##### Dessinateurs et encreurs de la série
- Gurihiru, nos 1-5, 8-10
- Alti Firmansyah, nos 6-7

##### Coloristes de la série
- Gurihiru, nos 1-5, 8-10
- Espen Grundetjern, nos 6-7

##### Lettreurs de la série
- Joe Caramagna, nos 1-10

## Biographie fictive

### Enfance et Chambre Rouge
La mère de Nadia a été kidnappée par des agents étrangers durant sa lune de miel avec Hank Pym. Nadia a été par la suite élevée par la Chambre Rouge (comics) (en), un centre de formation soviétique qui entraîne des espions et assassins comme Natasha Romanova, Yelena Belova ou le Soldat de l'hiver. Elle montre très rapidement un grand intérêt pour les sciences. Elle réussit à obtenir des particules Pym au marché et réussit alors à s'échapper.

### Evasion et rencontre avec les Avengers
Arrivée aux États-Unis, elle cherche son père dans sa demeure au New Jersey. Ne trouvant personne, elle fait des recherches sur le net et apprend alors le sacrifice de son père en combattant Ultron. Elle se rétrécit pour entrer dans la maison de son père et se confectionne un nouveau costume avec les pièces trainant dans le laboratoire. C'est à ce moment qu'elle décide de prendre le pseudonyme de Guêpe.
Peu après elle fait la rencontre des Avengers, ceux-ci la prennent pour une menace et essaie de la neutraliser. Nadia finit par réussir à s'expliquer et dévoile qui elle est. Jarvis va alors la faire rencontrer Janet avec qui Nadia va sympathiser. Janet va lui offrir l'hospitalité et va lui parler de son père. Elle va la réconforter quand Nadia essaiera désespérément de construire une machine pour aider Ulysse à avoir de meilleures prédiction dans le but de stopper le deuxième guerre civile des super-héros (Civil War II).

### Fondation de G.I.R.L.
Après un Team-Up avec Ms. Marvel et Mocking Bird, cette dernière est impressionnée par l'intelligence de Nadia. Elle lui fait alors remarquer qu'elle devrait être bien positionner dans le classement des êtres les plus intelligents de la Terre. Nadia apprend que la première femme est à la vingt-septième place, ce qui la pousse à vouloir une entreprise pour que les génies féminins puisse développer leur plein potentiel. Elle crée alors G.I.R.L. (Genius in action research labs) qui se réunit dans l'ancienne maison d'Henry Pym. L'objectif secondaire de G.I.R.L. est d'être repéré par le SHIELD afin qu'ils revoient leur classement et inclus plus de femmes.
En parallèle grâce à Matt Murdock, Nadia arrive à avoir la nationalité américaine. Elle choisit de prendre le nom de famille Van Dyne en accord avec Janet.

### Membre des Avengers
Après les évènements de Civil War II, Nadia rejoint les Avengers constitué à l'époque de Captain America (Sam Wilson), Thor (Jane Foster), la Vision, Hercules et Spider-Man.

### Membre des Champions
Nadia rejoint les Champions dans Champions vol. 2 no 19 en avril 2018.

## Pouvoirs, capacités et équipements
Nadia possède des pouvoirs similaires à la première Guêpe, Janet Van Dyne :
- Changement de sa taille, grâce aux particules Pym dans son sang. La taille varie de l'échelle subatomique jusqu'à plusieurs mètres (la limite maximum n'est pas connue)[19].
- Changement de la taille d'objets ou de personne grâce aux particules Pym présentes dans ses gants[2].
- Vol, qu'importe sa taille (ce qui n'est pas le cas pour Janet, qui est limité au vol lorsqu'elle a une petite taille)[2].
- Envoie de décharges bio-électriques depuis ses mains[16].
- Maitrise de nombreux arts-martiaux dont le Krav-maga[24].
- Intelligence supérieure[16].
- Gymnaste et acrobate de niveau expert[24].

Elle a construit son costume actuelle de Guêpe avec des vieilles pièces des costumes de son père.

## Entourage

### Familles et proches
- Henry Pym : père de Nadia, elle ne l'a jamais connu puisqu'il est mort avant qu'elle puisse le rencontrer[2].

### Alliés
- Janet Van Dyne : ex-belle-mère de Nadia, elle est sa mentor. Janet accepte que Nadia prenne son nom de famille lorsque celle-ci devient citoyenne américaine[21].

- Avengers[22] :
  - Thor (Jane Foster)
  - Spider-Man (Peter Parker)
  - Captain America (Sam Wilson)
  - Hercules
  - la Vision
- Champions[23] :
  - Ms. Marvel (Kamala Khan)
  - Nova (Sam Alexander)
  - Spider-Man (Miles Morales)
  - Viv Vision
  - Ironheart
  - Amadeus Cho

- G.I.R.L.[25] :
  - Taina Miranda, experte en ingénierie et robotique[25].
  - Alexis Miranda, sœur de la précédente, n'a pas de connaissance scientifique particulière[25].
  - Priscilla LaShayla Smith, experte en physique[26].
  - Priya Aggarwal, experte en biologie[24].
  - Ying Liu, amie de Nadia, qui faisait aussi partie de la Chambre Rouge également, la chimie est son domaine d'expertise[27].
  - Barbara Morse (Oiseau moqueur), experte en biologie et mentor[21].

### Ennemis
- Mère, directrice de la Chambre rouge.

## Apparitions dans les comics

### Comics V.F.

#### Panini Comics

##### Collection 100% Marvel
| Titre    | Épisodes V.O. contenus          | Date de publication | ISBN              |
| -------- | ------------------------------- | ------------------- | ----------------- |
| La Guêpe | Unstoppable Wasp vol. 1 nos 1-8 | 13 juin 2018        | 978-2-8094-7111-3 |